# Betta Edu
Betta Udu née le 27 octobre 1986 est un médecin et femme politique nigériane. Elle est, à l’élection de Bola Tinubu à la tête de la République fédérale du Nigeria, ministre des affaires humanitaires et de la réduction de la pauvreté. Poste dont elle est limogée le 8 janvier 2024 à la suite d'allégations de détournement de fonds publics vers un compte bancaire privé. À sa nomination, elle était la plus jeune ministre du gouvernement,.

## Biographie

### Origines et formations
Betta Edu naît le 27 octobre 1986 et est originaire de la zone de gouvernement local de l'État de Cross River à Abi. Elle obtient son diplôme du Federal Government Girls College de Calabar en 2001 après y avoir terminé ses études secondaires. En 2009, elle obtient son diplôme en médecine et chirurgie de l'Université de Calabar,.
Elle est détentrice d'un doctorat en santé publique de l'Université américaine de Texila, d'une maîtrise en santé publique dans les pays en développement de la London School of Hygiene & Tropical Medicine, ainsi qu'un diplôme d'études supérieures en santé publique pour les pays en développement,.

## Carrière politique
En 2015, elle est nommée plus jeune conseillère spéciale en santé communautaire et primaire de Benedict Ayade, gouverneur exécutif de l'État de Cross River,.
Elle est élue pour diriger la Task Force COVID-19 de l'État de Cross River en 2020 et a été nommée présidente nationale du Nigeria health commissioners forum en août de la même année. elle est membre de l'african institute of public health professionals et de la royal school of public health. En mars 2022, Betta Edu est élue plus jeune leader national des femmes du All Progressives Congress (APC),.
Lorsque le Sénat nigérian a dévoilé sa liste de 28 candidats pour des nominations ministérielles en juillet 2023, le président Bola Ahmed Tinubu a proposé Betta Edu pour le poste, faisant d'elle la première femme ministre de Cross,.
Betta a pris ses fonctions en tant que ministre des Affaires humanitaires et de l'atténuation de la pauvreté en août 2023,.

## Controverses
En 2020, Edu a été accusée d'avoir publié des photos fictives de respirateurs. La nigerian medical association du chapitre de l'État de Cross River a exprimé un vote de non-confiance à son encontre en raison d'allégations de fautes professionnelles liées à la pandémie de COVID-19. Selon Betta Edu, ce vote de non-confiance était politique,.
En 2022, elle est confrontée à des accusations de faute de procédure lors de sa campagne pour devenir leader national des femmes de l'APC.
Le Peoples Democratic Party, parti d'opposition, avait appelé au limogeage et à la poursuite judiciaire de Mme Edu, alléguant qu'elle aurait participé au détournement présumé de 44 milliards de nairas (environ 50 millions de dollars) provenant d'un fonds d'investissement social destiné au bien-être des personnes défavorisées,.
Le président Bola Ahmed Tinubu l'a suspend de ses fonctions de ministre des affaires humanitaires et de la réduction de la pauvreté le 8 janvier 2024, en raison d'un scandale impliquant une somme présumée de 585 millions de nairas,,,.